# Interleucina-6
La IL-6 (Interleucina-6) es una glucoproteína secretada por los macrófagos, células T, células endoteliales y fibroblastos. Localizado en el cromosoma 7, su liberación está inducida por la IL-1 y se incrementa en respuesta a TNFα. Es una citocina con actividad antiinflamatoria (miocina) y proinflamatoria.
Además, los osteoblastos secretan IL-6 para estimular la formación de osteoclastos . Las células del músculo liso en la túnica media de muchos vasos sanguíneos también producen IL-6 como una citoquina proinflamatoria . El papel de IL-6 como mioquina antiinflamatoria está mediado por sus efectos inhibidores sobre TNF-alfa e IL-1 y su activación de IL-1RA e IL-10 , aunque con un efecto dual como antiinflamatorio y proinflamatorio.
Existe alguna evidencia preliminar de que la IL-6 se puede utilizar como marcador inflamatorio para la infección por COVID-19 con mal pronóstico, en el contexto de una pandemia más amplia de coronavirus .

## Función

### Sistema inmunológico
La IL-6 es secretada por macrófagos en respuesta a moléculas microbianas específicas, denominadas patrones moleculares asociados a patógenos ( PAMP ). Estos PAMP se unen a un grupo importante de moléculas de detección del sistema inmunológico innato , llamados receptores de reconocimiento de patrones (PRR), incluidos los receptores tipo Toll ( TLR ). Estos están presentes en la superficie celular y en los compartimentos intracelulares e inducen cascadas de señalización intracelular que dan lugar a la producción de citocinas inflamatorias. La IL-6 es un mediador importante de la fiebre y de la respuesta de fase aguda .
IL-6 es responsable de estimular la síntesis de proteínas de fase aguda, así como la producción de neutrófilos en la médula ósea. Estimula el crecimiento de las células B y es antagonista de las células T reguladoras .
Es un pirógeno endógeno que estimula en la hipófisis la producción de ACTH. Interviene en la producción de inmunoglobulinas, en la diferenciación de linfocitos B, activa a los linfocitos T citotóxicos, células plasmáticas, modula la hematopoyesis y es la responsable, junto con la IL-1, de la síntesis de proteínas de fase aguda hepática, en especial fibrinógeno.
La interleucina 6 junto con la IL-1 actúan con proteínas de la fase aguda, por esta razón aumenta el sedimento de eritrocitos.
Además, en un estudio de GWAS publicado en 2019, se ha identificado que la expresión del gen IL-6 está asociado con la longevidad en cohortes de ascendencia china.

### Metabólico
Es capaz de cruzar la barrera hematoencefálica e iniciar la síntesis de PGE 2 en el hipotálamo , cambiando así el punto de ajuste de la temperatura corporal. En el tejido muscular y graso, la IL-6 estimula la movilización de energía que conduce a un aumento de la temperatura corporal. 
En ausencia de inflamación, del  10 a 35% de la IL-6 circulante puede provenir del tejido adiposo. La IL-6 es producida por los adipocitos y se cree que es una de las razones por las que los individuos obesos tienen niveles endógenos más altos de PCR . IL-6 puede ejercer una supresión  de la grasa corporal en ratones maduros, dado que la eliminación del gen de IL-6 causa obesidad de inicio tardío .  Además, la IL-6 puede suprimir la masa de grasa corporal a través de efectos a nivel del  sistema nervioso central (SNC).  El efecto antiobesidad de IL-6 en roedores se ejerce a nivel del cerebro, presumiblemente en el hipotálamo y el rombencéfalo. Por otro lado, la señalización trans de IL-6 central mejorada puede mejorar la homeostasis de la energía y la glucosa en la obesidad  La señalización trans implica que una forma soluble de IL-6R (sIL-6R) que comprende la porción extracelular del receptor puede unirse IL-6 con una afinidad similar a la IL-6R unida a la membrana. El complejo de IL-6 y sIL-6R puede unirse a  gp130 en células que no expresan IL-6R y que no responden a IL-6. 
Los estudios en animales de experimentación indican que la IL-6 en el SNC  media en parte la supresión de la ingesta de alimentos y el peso corporal ejercido por la estimulación del receptor del péptido 1 similar al glucagón (GLP-1) .
Fuera del SNC, parece que la IL-6 estimula la producción de GLP-1 en el páncreas endocrino y el intestino. La amilina es otra sustancia que puede reducir el peso corporal y que puede interactuar con la IL-6. La producción de IL-6 inducida por amilina en el hipotálamo ventromedial (VMH) es un posible mecanismo por el cual el tratamiento con amilina podría interactuar con la señalización de leptina VMH para aumentar su efecto sobre la pérdida de peso. 
Se supone que la interleucina 6 en el hígado activa el homólogo de la expresión del gen mINDY de la longevidad humana mediante la unión a su receptor de IL-6, que se asocia con la activación del factor de transcripción STAT3 (que se une al sitio de unión en el promotor mIndy ) y, por tanto, aumento de la captación de citrato y lipogénesis hepática.

### Sistema nervioso central
Hay indicios de interacciones entre GLP-1 e IL-6 en varias partes del cerebro. Un ejemplo son los núcleos parabraquiales de la protuberancia , donde GLP-1 aumenta los niveles de IL-6  y donde IL-6 ejerce un marcado efecto anti-obesidad.

## Papel como miocina
La IL-6 también se considera una mioquina , una citocina producida por el músculo, que se eleva en respuesta a la contracción muscular. Se eleva significativamente con el ejercicio y precede a la aparición de otras citocinas en la circulación. Durante el ejercicio, se cree que actúa de manera similar a una hormona para movilizar sustratos extracelulares y / o aumentar la liberación de sustratos.
Al igual que en los seres humanos, parece haber un aumento en la expresión de IL-6 en el músculo activo y en la concentración plasmática de IL-6 durante el ejercicio en roedores Los estudios en ratones con desactivación del gen IL-6 indican que la falta de IL-6 en ratones afecta la función del ejercicio.
Se ha demostrado que la reducción de la obesidad abdominal mediante el ejercicio en humanos adultos puede revertirse mediante el anticuerpo bloqueador del receptor de IL-6, tocilizumab . Junto con los hallazgos de que la IL-6 previene la obesidad, estimula la lipólisis y se libera del músculo esquelético durante el ejercicio, el hallazgo de tocilizumab indica que la IL-6 es necesaria para que el ejercicio reduzca la masa de tejido adiposo visceral. El hueso puede ser otro órgano afectado por la IL-6 inducida por el ejercicio, dado que se ha informado que la interleucina 6 derivada de los músculos aumenta la capacidad de ejercicio mediante la señalización en los osteoblastos.
La IL-6 tiene amplias funciones antiinflamatorias en su papel de mioquina . La IL-6 fue la primera mioquina que se secretó en el torrente sanguíneo en respuesta a las contracciones musculares. El ejercicio aeróbico provoca una respuesta sistémica (general) de citocinas, que incluye, por ejemplo, IL-6, antagonista del receptor de IL-1 (IL-1RA) e IL-10. La IL-6 se descubrió por casualidad como una mioquina debido a la observación de que aumentaba de manera exponencial proporcional a la duración del ejercicio y la cantidad de masa muscular involucrada en el ejercicio. Se ha demostrado consistentemente que la concentración plasmática de IL-6 aumenta durante el ejercicio muscular. A este aumento le sigue la aparición de IL-1RA y la citocina antiinflamatoria IL-10. En general, la respuesta de las citocinas al ejercicio y a la sepsis difiere con respecto al TNF-α. Por tanto, la respuesta de las citocinas al ejercicio no está precedida por un aumento del TNF-α en plasma. Después del ejercicio, la concentración plasmática basal de IL-6 puede aumentar hasta 100 veces, pero son más frecuentes los aumentos menos drásticos. El aumento de IL-6 en plasma inducido por el ejercicio se produce de manera exponencial y el nivel máximo de IL-6 se alcanza al final del ejercicio o poco después. Es la combinación del modo, la intensidad y la duración del ejercicio lo que determina la magnitud del aumento de IL-6 en plasma inducido por el ejercicio.
La IL-6 se había clasificado previamente como una citoquina proinflamatoria. Por lo tanto, primero se pensó que la respuesta de IL-6 inducida por el ejercicio estaba relacionada con el daño muscular.  Sin embargo, se ha hecho evidente que el ejercicio excéntrico no se asocia con un aumento mayor de IL-6 plasmática que el ejercicio que implica contracciones musculares concéntricas "no dañinas". Este hallazgo demuestra claramente que no se requiere daño muscular para provocar un aumento de IL-6 plasmática durante el ejercicio. De hecho, el ejercicio excéntrico puede resultar en un pico retardado y una disminución mucho más lenta de la IL-6 plasmática durante la recuperación. 
Trabajos recientes han demostrado que las vías de señalización tanto aguas arriba como aguas abajo para IL-6 difieren notablemente entre miocitos y macrófagos. Parece que, a diferencia de la señalización de IL-6 en los macrófagos, que depende de la activación de la vía de señalización de NFκB, la expresión de IL-6 intramuscular está regulada por una red de cascadas de señalización, incluidas las vías Ca2 + / NFAT (familia de factores de transcripción NFAT) y glucógeno / p38 MAPK (familia de proteínas activadas por mitógenos). Por lo tanto, cuando la IL-6 está enviando señales en monocitos o macrófagos, crea una respuesta proinflamatoria, mientras que la activación y señalización de IL-6 en el músculo es totalmente independiente de una respuesta previa de TNF o activación de NFκB, y es antiinflamatoria.
La IL-6, entre un número creciente de otras mioquinas identificadas recientemente, sigue siendo un tema importante en la investigación de las mioquinas. Aparece en el tejido muscular y en la circulación durante el ejercicio a niveles hasta cien veces superiores a las tasas basales, y se considera que tiene un impacto beneficioso sobre la salud y el funcionamiento corporal cuando se eleva en respuesta al ejercicio físico . IL-6 fue la primera mioquina que se secretó en el torrente sanguíneo en respuesta a las contracciones musculares. 

## Receptor
IL-6 emite señales a través de un complejo de receptor de citocina tipo I de la superficie celular que consta de la cadena de IL-6Rα de unión al ligando ( CD126 ) y el componente transductor de señales gp130 (también llamado CD130). CD130 es el transductor de señal común para varias citocinas, incluido el factor inhibidor de la leucemia (LIF), el factor neurotrópico ciliar , la oncostatina M , la IL-11 y la cardiotrofina-1., y se expresa casi de forma ubicua en la mayoría de los tejidos. Por el contrario, la expresión de CD126 está restringida a ciertos tejidos. A medida que la IL-6 interactúa con su receptor, activa las proteínas gp130 e IL-6R para formar un complejo, activando así el receptor. Estos complejos reúnen las regiones intracelulares de gp130 para iniciar una cascada de transducción de señales a través de ciertos factores de transcripción , Janus quinasas (JAK) y transductores de señales y activadores de la transcripción ( STAT ).
IL-6 es probablemente la mejor estudiada de las citocinas que utilizan gp130 , también conocida como transductor de señal de IL-6 (IL6ST), en sus complejos de señalización. Otras citocinas que envían señales a través de receptores que contienen gp130 son la interleucina 11 (IL-11), la interleucina 27 (IL-27), el factor neurotrófico ciliar (CNTF), la cardiotrofina-1 (CT-1), la citocina similar a la cardiotrofina (CLC), la leucemia. factor inhibidor (LIF), oncostatina M (OSM), proteína similar a la interleucina 6 del herpesvirus asociada al sarcoma de Kaposi ( KSHV-IL6 ). Estas citocinas se denominan comúnmenteIL-6 similar o gp130 utilizando citocinas 
Además del receptor unido a la membrana, se ha purificado una forma soluble de IL-6R (sIL-6R) a partir de suero y orina humanos. Muchas células neuronales no responden a la estimulación por IL-6 sola, pero la diferenciación y supervivencia de las células neuronales puede estar mediada por la acción de sIL-6R. El complejo sIL-6R / IL-6 puede estimular el crecimiento de neuritas y promover la supervivencia de las neuronas y, por lo tanto, puede ser importante en la regeneración nerviosa a través de la remielinización.

## Papel en la enfermedad
IL-6 estimula los procesos inflamatorios y autoinmunes en muchas enfermedades como la esclerosis múltiple,  trastorno del espectro de neuromielitis óptica (NMOSD), diabetes ,  aterosclerosis ,  depresión , enfermedad de Alzheimer ,  lupus eritematoso sistémico , mieloma múltiple , cáncer de próstata , enfermedad de Behçet , artritis reumatoide , y hemorragia intracerebral.
Por tanto, existe interés en desarrollar agentes anti-IL-6 como terapia contra muchas de estas enfermedades.   El primero de ellos fue tocilizumab , que ha sido aprobado para la artritis reumatoide ,  la enfermedad de Castleman  y la artritis idiopática juvenil sistémica .  Otros están en ensayos clínicos.

### Artritis reumatoide
El primer tratamiento anti-IL-6 aprobado por la FDA fue para la artritis reumatoide.

### Cáncer
La terapia anti-IL-6 se desarrolló inicialmente para el tratamiento de enfermedades autoinmunes , pero debido al papel de IL-6 en la inflamación crónica, el bloqueo de IL-6 también se evaluó para el tratamiento del cáncer.  Se observó que la IL-6 tiene funciones en la regulación del microambiente tumoral, la producción de células parecidas a las células madre del cáncer de mama , metástasis a través de la regulación a la baja de E-cadherina, y alteración de la metilación del ADN en el cáncer oral.
Los pacientes con cáncer avanzado / metastásico tienen niveles más altos de IL-6 en la sangre. Un ejemplo de esto es el cáncer de páncreas , con una elevación notoria de IL-6 presente en pacientes que se correlaciona con tasas de supervivencia bajas.

### Asma
La obesidad es un factor de riesgo conocido en el desarrollo de asma grave. Los datos recientes sugieren que la inflamación asociada con la obesidad, potencialmente mediada por IL-6, juega un papel en causar una función pulmonar deficiente y un mayor riesgo de desarrollar exacerbaciones del asma.

### Apendicitis aguda
La Interleucina-6 ha demostrado un rendimiento diagnóstico moderado en la apendicitis aguda pediátrica.

### Modificaciones epigenéticas
Se ha demostrado que la IL-6 conduce a varias enfermedades neurológicas a través de su impacto en la modificación epigenética dentro del cerebro. IL-6 activa la vía de la fosfoinositido 3-quinasa (PI3K), y un objetivo aguas abajo de esta vía es la proteína quinasa B (PKB) (Hodge et al., 2007). La PKB activada con IL-6 puede fosforilar la señal de localización nuclear en la ADN metiltransferasa-1 (DNMT1).  Esta fosforilación provoca el movimiento de DNMT1 hacia el núcleo, donde se puede transcribir. DNMT1 recluta a otros DNMT, incluidos DNMT3A y DNMT3B, que, como complejo, reclutan HDAC1 .Este complejo agrega grupos metilo a las islas CpG en los promotores de genes, reprimiendo la estructura de la cromatina que rodea la secuencia de ADN e inhibiendo que la maquinaria transcripcional acceda al gen para inducir la transcripción.  El aumento de IL-6, por lo tanto, puede hipermetilar las secuencias de ADN y, posteriormente, disminuir la expresión génica a través de sus efectos sobre la expresión de DNMT1.